# A început cu un mesaj (serial)
A inceput cu un mesaj (Smiley) este un serial de televiziune spaniolă de comedie romantică bazat pe piesa cu același nume,  rolurile principale îi are ca protagonisti pe Carlos Cuevas și Miki Esparbé⁠(d). Seria a fost lansată pe data de 7 decembrie 2022 pe platforma Netflix.

## Povestea
Amplasată în Barcelona, seria se desfășoară în jurul unei povești de dragoste dintre doi tipi ( Àlex barmanul și arhitectul Bruno), care își vor da o întâlnire datorită unui apel vocal greșit direcționat de către Alex lui Bruno. 

## Distribuția
- Carlos Cuevas⁠(d) ca Àlex[1]
- Miki Esparbé⁠(d) ca Bruno[1]
- Pepón Nieto ca Javier / Keena[1]
- Giannina Fruttero ca Patri[1]
- Eduardo Lloveras ca Albert[1]
- Ruth Llopis ca Núria[1]
- Cedrick Mugisha⁠(d) ca Ibra[2]

## Productie
Serialul este o adaptare a piesei de teatru numită Smiley scrisă de către Guillem Clua și care a fost interpretată pe scenă de Albert Triola și Ramon Pujol.  Compania de producție Minoria Absoluta au vrut de la inceput ca serialul să fie filmat în totalitate în limba catalană, dar în cele din urmă s-au decis sa fie filmat  în limba spaniolă. Subintriga seriei  este aceea pe care îi implică pe Eduardo Lloveras și Ruth Llopis, aceasta fiind ca ei vor vorbi limba catalană, iar ceilalți actori își vor dublandu propriile voci în versiunea de după în catalană.  Episoadele au fost regizate de către David Martín Porras împreună cu Marta Pahissa. 

## Lansarea
Serialul a fost lansat pe platforma Netflix  cu 8 episoade la data de 7 decembrie 2022. 